# Vennquerbahn
| Strecke der Vennquerbahn |                                             |                                                                            |                                                                            |
| Streckennummer (DB): | 3003 (Jünkerath – Losheim (Eifel) – Grenze) |                                                                            |                                                                            |
| Streckennummer: | L 45A (Belgien)                             |                                                                            |                                                                            |
| Kursbuchstrecke (DB): | zuletzt 248 k                               |                                                                            |                                                                            |
| Kursbuchstrecke: | 248p (Jünkerath – Losh. 1946)               |                                                                            |                                                                            |
| Streckenlänge: | 35,9 km                                     |                                                                            |                                                                            |
| Spurweite: | 1435 mm (Normalspur)                        |                                                                            |                                                                            |
| |                                             |                                                                            |                                                                            |
| \| \| \| Eifelbahn von Trier, Strecke von Remagen \| \| \| \| 0,0 \| Jünkerath \| Jünkerath \| \| \| \| Eifelbahn nach Hürth-Kalscheuren \| \| \| \| \| Jünkerather Kurve von Abzw Glaadt \| \| \| \| \| Abzw Niederkyll \| \| \| \| 4,2 \| Stadtkyll \| Stadtkyll \| \| \| 5,830 \| Rheinland-Pfalz / Nordrhein-Westfalen \| Rheinland-Pfalz / Nordrhein-Westfalen \| \| \| \| geplante Ourtalbahn von Rheinbach \| \| \| \| 7,4 \| Kronenburg \| Kronenburg \| \| \| 9,290 \| NRW / Rheinland-Pfalz \| NRW / Rheinland-Pfalz \| \| \| 10,5 \| Hallschlag \| Hallschlag \| \| \| \| geplante Ourtalbahn nach Sankt Vith \| \| \| \| 15,120 \| Rheinland-Pfalz / NRW \| Rheinland-Pfalz / NRW \| \| \| \| Staatsgrenze Deutschland / Belgien (1949–58) \| \| \| \| 16,3 \| Losheim (Eifel) \| Losheim (Eifel) \| \| \| \| \| \| \| \| 19,7 \| Staatsgrenze Deutschland / Belgien (1920/1925–1940, 1945–1949 und ab 1958) \| Staatsgrenze Deutschland / Belgien (1920/1925–1940, 1945–1949 und ab 1958) \| \| \| \| \| \| \| \| 23,3 \| Losheimergraben \| Losheimergraben \| \| \| 26,1 \| Honsfeld \| Honsfeld \| \| \| 29,6 \| Büllingen \| Büllingen \| \| \| 34,1 \| Bütgenbach \| Bütgenbach \| \| \| \| Vennbahn von Aachen-Rothe Erde (L 48) \| \| \| \| 38,2 \| Weywertz \| Weywertz \| \| \| \| Vennbahn nach Sankt Vith (L 48) \| \| |                                             |                                                                            |                                                                            |
| |                                             | Eifelbahn von Trier, Strecke von Remagen                                   |                                                                            |
| Bahnhof Streckenende | 0,0                                         | Jünkerath                                                                  | Jünkerath                                                                  |
| Strecke nach rechts und nach rechts |                                             | Eifelbahn nach Hürth-Kalscheuren                                           | Eifelbahn nach Hürth-Kalscheuren                                           |
| Abzweig geradeaus und von rechts (Strecke außer Betrieb) |                                             | Jünkerather Kurve von Abzw Glaadt                                          | Jünkerather Kurve von Abzw Glaadt                                          |
| Blockstelle (Strecke außer Betrieb) |                                             | Abzw Niederkyll                                                            | Abzw Niederkyll                                                            |
| Bahnhof (Strecke außer Betrieb) | 4,2                                         | Stadtkyll                                                                  | Stadtkyll                                                                  |
| Grenze (Strecke außer Betrieb) | 5,830                                       | Rheinland-Pfalz / Nordrhein-Westfalen                                      | Rheinland-Pfalz / Nordrhein-Westfalen                                      |
| Abzweig geradeaus, nach rechts und von rechts (Strecke außer Betrieb) |                                             | geplante Ourtalbahn von Rheinbach                                          | geplante Ourtalbahn von Rheinbach                                          |
| Bahnhof (Strecke außer Betrieb) | 7,4                                         | Kronenburg                                                                 | Kronenburg                                                                 |
| Grenze (Strecke außer Betrieb) | 9,290                                       | NRW / Rheinland-Pfalz                                                      | NRW / Rheinland-Pfalz                                                      |
| Bahnhof (Strecke außer Betrieb) | 10,5                                        | Hallschlag                                                                 | Hallschlag                                                                 |
| Abzweig geradeaus und nach links (Strecke außer Betrieb) |                                             | geplante Ourtalbahn nach Sankt Vith                                        | geplante Ourtalbahn nach Sankt Vith                                        |
| Grenze (Strecke außer Betrieb) | 15,120                                      | Rheinland-Pfalz / NRW                                                      | Rheinland-Pfalz / NRW                                                      |
| Grenze (Strecke außer Betrieb) |                                             | Staatsgrenze Deutschland / Belgien (1949–58)                               | Staatsgrenze Deutschland / Belgien (1949–58)                               |
| Bahnhof (Strecke außer Betrieb) | 16,3                                        | Losheim (Eifel)                                                            | Losheim (Eifel)                                                            |
| |                                             |                                                                            |                                                                            |
| Grenze (Strecke außer Betrieb) | 19,7                                        | Staatsgrenze Deutschland / Belgien (1920/1925–1940, 1945–1949 und ab 1958) | Staatsgrenze Deutschland / Belgien (1920/1925–1940, 1945–1949 und ab 1958) |
| |                                             |                                                                            |                                                                            |
| Bahnhof (Strecke außer Betrieb) | 23,3                                        | Losheimergraben                                                            | Losheimergraben                                                            |
| Bahnhof (Strecke außer Betrieb) | 26,1                                        | Honsfeld                                                                   | Honsfeld                                                                   |
| Bahnhof (Strecke außer Betrieb) | 29,6                                        | Büllingen                                                                  | Büllingen                                                                  |
| Bahnhof (Strecke außer Betrieb) | 34,1                                        | Bütgenbach                                                                 | Bütgenbach                                                                 |
| Abzweig geradeaus und von rechts (Strecke außer Betrieb) |                                             | Vennbahn von Aachen-Rothe Erde (L 48)                                      | Vennbahn von Aachen-Rothe Erde (L 48)                                      |
| Bahnhof (Strecke außer Betrieb) | 38,2                                        | Weywertz                                                                   | Weywertz                                                                   |
| |                                             | Vennbahn nach Sankt Vith (L 48)                                            |                                                                            |

Die Vennquerbahn zweigte in Jünkerath nach Nordwesten von der Eifelbahn in Richtung Belgien ab und fädelte sich bei Weywertz in die Vennbahn ein. Sie war zuletzt eine eingleisige, nicht elektrifizierte Nebenbahn. Oft wird ihr auch die weiterführende Strecke des Vennbahnsystems über Malmedy nach Stavelot zugerechnet.

## Geschichte
Die Bahnstrecke wurde bereits 1904 aus strategischen Gründen geplant als Verlängerung der Bahnstrecke Dümpelfeld–Hillesheim–Lissendorf mit Anschluss an die Vennbahnstrecke. Die zweigleisige Nebenbahn-Neubaustrecke Dümpelfeld–Jünkerath–Weywertz wurde am 1. Juli 1912 eröffnet. Hintergrund für den ab 1909 unter Hochdruck vorangetriebenen Bau der Bahnlinie war der Schlieffen-Plan. Dieser sah für den Fall eines Krieges mit Frankreich einen schnellen deutschen Vorstoß über das neutrale Belgien nach Frankreich vor. Über die rund 150 Kilometer lange deutsch-belgische Grenze sollte der Hauptstoß der deutschen Armeen führen. Deswegen wurde seit der ersten Marokkokrise, in deren Folge sich die bestehenden Spannungen mit Frankreich erheblich verschärften, im geplanten Aufmarschgebiet des deutschen Heeres in der Westeifel zahlreiche Bahnstrecken neu errichtet oder ausgebaut. Als eine der wenigen Ost-West-Verbindungen nach Belgien mit Anschluss an das Bahnnetz des Nachbarlandes kam der Vennquerbahn eine herausragende Bedeutung zu. Sie wurde nach den Kriterien der Armeeführung errichtet. Mit mäßigen Steigungen für Transportzüge mit bis zu 110 Achsen, durchweg zweigleisig und weitgehend ohne niveaugleiche Bahnübergänge. Viergleisige Ausweichbahnhöfen in Kriegszuglänge (680 Meter) wurden im Abstand von zirka drei Kilometer gebaut, ebenso ausgebauten Entladestationen und Infrastruktur für die Versorgung der Dampfloks mit Wasser und Kohle. Im Ersten Weltkrieg (1914–1918) war die Vennquerbahn eine zentrale Versorgungsader der deutschen Armeen an der Westfront, über die pausenlos die Transportzüge nach Belgien und Frankreich rollten.
Mit dem Versailler Vertrag musste die Region Eupen-Malmedy an Belgien abgetreten werden. Die Vennquerbahn unterstand nun von Weywertz bis Losheimergraben (Grenze) der Belgischen Staatsbahn. Die Teilstrecke Losheim–Jünkerath (Kylltalbahn) verblieb bei den Preußischen Staatseisenbahnen. Das zweite Gleis wurde 1930 auf Druck der belgischen Seite abgebaut und im Bereich der Deutschen Reichsbahn (DR) der vereinfachte Nebenbahnbetrieb eingeführt. 1935 wurde die Jünkerather Kurve Abzw Glaadt–Abzw Niederkyll stillgelegt, am 1. Januar 1942 aber wieder in Betrieb genommen.

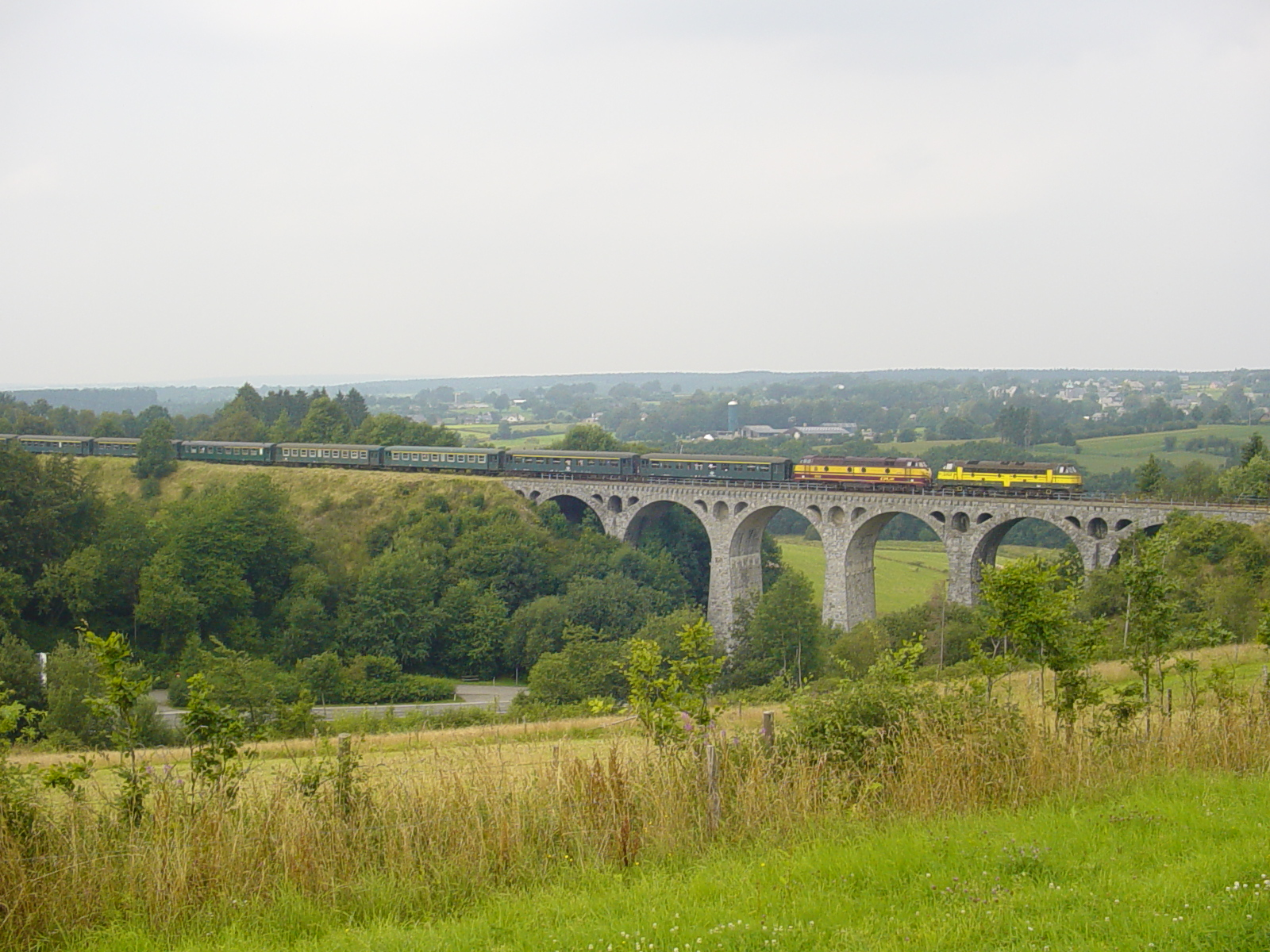
Viadukt der Vennquerbahn bei Bütgenbach mit einem Museumsbahnzug.

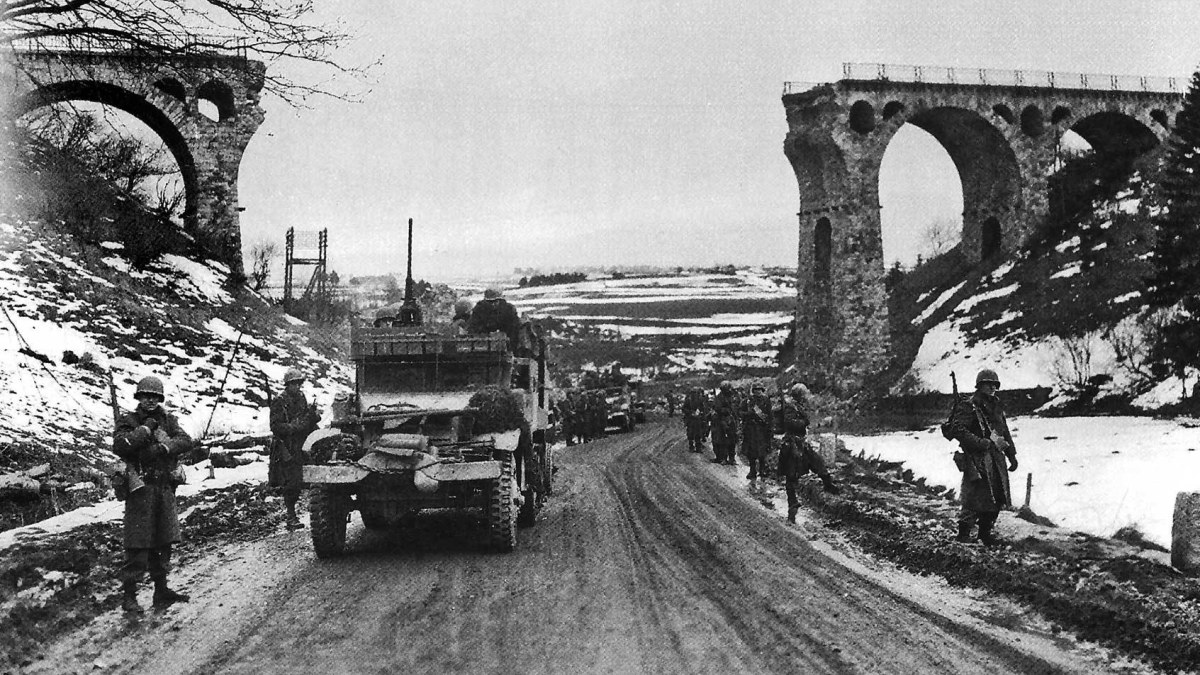
US-Soldaten passieren am Jahresende 1944 den zerstörten Viadukt der Vennquerbahn bei Bütgenbach.

Ab 1936 wurde die Strecke zum Bau des Westwalls für den Transport der Baumaterialien und der Arbeitskräfte genutzt. Daher wurde die Sicherung der Bahnlinie in 1938 wieder vom vereinfachten Nebenbahnbetrieb auf Regelbetrieb umgestellt. Für den Westfeldzug 1940 war die Strecke ein wichtiger Transportweg mit hoher Auslastung. Beim Rückzug der Wehrmacht im September 1944 wurden Brücken der Strecke von deutschen Pionieren gesprengt, darunter der Viadukt von Bütgenbach. Die Strecke war bei der Ardennenoffensive im Dezember 1944 nicht nutzbar. Der provisorische Wiederaufbau erfolgte während der Endphase des Krieges durch US-Pioniere und nach Kriegsende durch die zuständige belgische Staatsbahn im Westen sowie im Ostteil durch die Reichsbahn (ab 1949 Deutsche Bundesbahn). Nach der endgültigen Beseitigung der Kriegsschäden wurde am 8. Juli 1947 der Verkehr aufgenommen. In den ersten Nachkriegsjahren war er zunächst relativ intensiv, nahm aber bald drastisch ab. Die schrittweise Einstellung des Personenverkehrs erfolgte 1952: Losheim (Eifel) – Weywertz, 26. Mai 1963: Jünkerath – Losheim (Eifel). In 1956 erfolgte erneut die Umstellung auf vereinfachten Nebenbahnbetrieb.
Am 8. Oktober 1981 wurde der verbliebene Güterverkehr Jünkerath–Losheimergraben (Buchholz) eingestellt und die Strecke auf der deutschen Seite gesperrt.
Vier Jahre nach der Stilllegung ließ die NATO die Strecke reaktivieren. In den Jahren 1985–86 wurden Investitionen in Millionenhöhe getätigt. Am 11. Oktober 1986 war die offizielle Wiedereröffnung. Die zulässige Höchstgeschwindigkeit war nach DB-Angaben (Stand 2002) 50 km/h, Streckenklasse: D 4, Radsatzlast: 22,5 t, Meterlast: 8 t/m. Der Schwerlastverkehr mit Militär-Güterzügen wurde teilweise in Doppeltraktion durchgeführt. Befördert wurden Kettenfahrzeuge (Panzer, Panzerhaubitzen) für Großmanöver der in Deutschland stationierten NATO-Streitkräfte zum Truppenübungsplatz Elsenborn und wieder zurück. Entladebahnhof war Sourbrodt an der in Weywertz anschließenden Vennbahn. Im Zusammenhang mit dem Zusammenbruch des Warschauer Paktes (1991) reduzierte die NATO die Übungen in Elsenborn. Mit dem letzten Panzertransport am 18. Oktober 1999 wurde der von der NATO bestellte Verkehr endgültig eingestellt.
Seither gab es nur noch einige grenzüberschreitende Inspektionsfahrten. Die Eisenbahn-Verkehrsgesellschaft im Bergisch-Märkischen Raum (EBM) kündigte an, die Strecke Jünkerath–Bundesgrenze zum 1. Juli 2000 von der DB Netze zu übernehmen und betrieb auf deutscher Seite bis Anfang 2001 noch sporadischen Güterverkehr mit teils dampflokbespannten Holzganzzügen für das Sägewerk der HILO Holz GmbH, das sich in unmittelbarer Nähe zum Bahnhof Losheim befindet. In 2001 gab die EBM den Güterverkehr nach Losheim wieder auf. Die Bahnlinie fiel damit an die DB Netze zurück, die kein Interesse an einem Weiterbetrieb hatte. Für die Strecke, die 15 Jahre vorher saniert worden, wurde wegen angeblicher Oberbaumängel die Sperrung angeordnet. Im Jahr 2002 bot die DB die Bahnlinie zum Verkauf an; die DB prognostizierte für die kommenden fünf Jahre ohne nähere Begründung einen Investitionsbedarf von 905.000 Euro, insbesondere für die Brücken. Da bis zum Ablauf der Frist im Januar 2003 kein Angebot eingereicht wurde, erfolgte am 15. Juni 2003 die endgültige Stilllegung und im Spätherbst 2004 der Abbau der Gleise. Eine von den Kommunen erwogene Nutzung als Draisinenstrecke war damit obsolet.
Auf belgischer Seite wurden noch mindestens bis Anfang 2004 Holztransporte über Stavelot, Malmedy und Weywertz zum Sägewerk in Büllingen durchgeführt; nach anderen Quellen verkehrte der letzte belgische Güterzug am 4. Oktober 2006 nach Büllingen. Am 9. Oktober 2004 fand die vermutlich letzte von belgischer Seite organisierte Sonderfahrt bis Büllingen statt. Ab Ende 2006 wurde auch dieser Teil der Strecke abgebaut.
Bis 2001 wurde die in Weywertz anschließende Vennbahn noch als Museumsbahn genutzt. Die historischen Züge fuhren dabei auch über den westlichen Teil der Vennquerbahn nach Bütgenbach, wo durch die Eisenbahnfreunde ein neuer Haltepunkt in unmittelbarer Nähe zum dortigen Erholungsgebiet errichtet worden war. Bei diesen touristischen Fahrten wurde das Bütgenbacher Viadukt überquert. Zum Umsetzen der Lok wurde bis zum Bahnhof Büllingen gefahren, in der Regel allerdings ohne Fahrgäste.
Anfang 2013 beantragte die DB Netz die Freistellung von Bahnbetriebszwecken der Trasse ab Kilometer 1,118 (in Jünkerath nahe der GSM-R-Basisstation).

## Fahrradweg

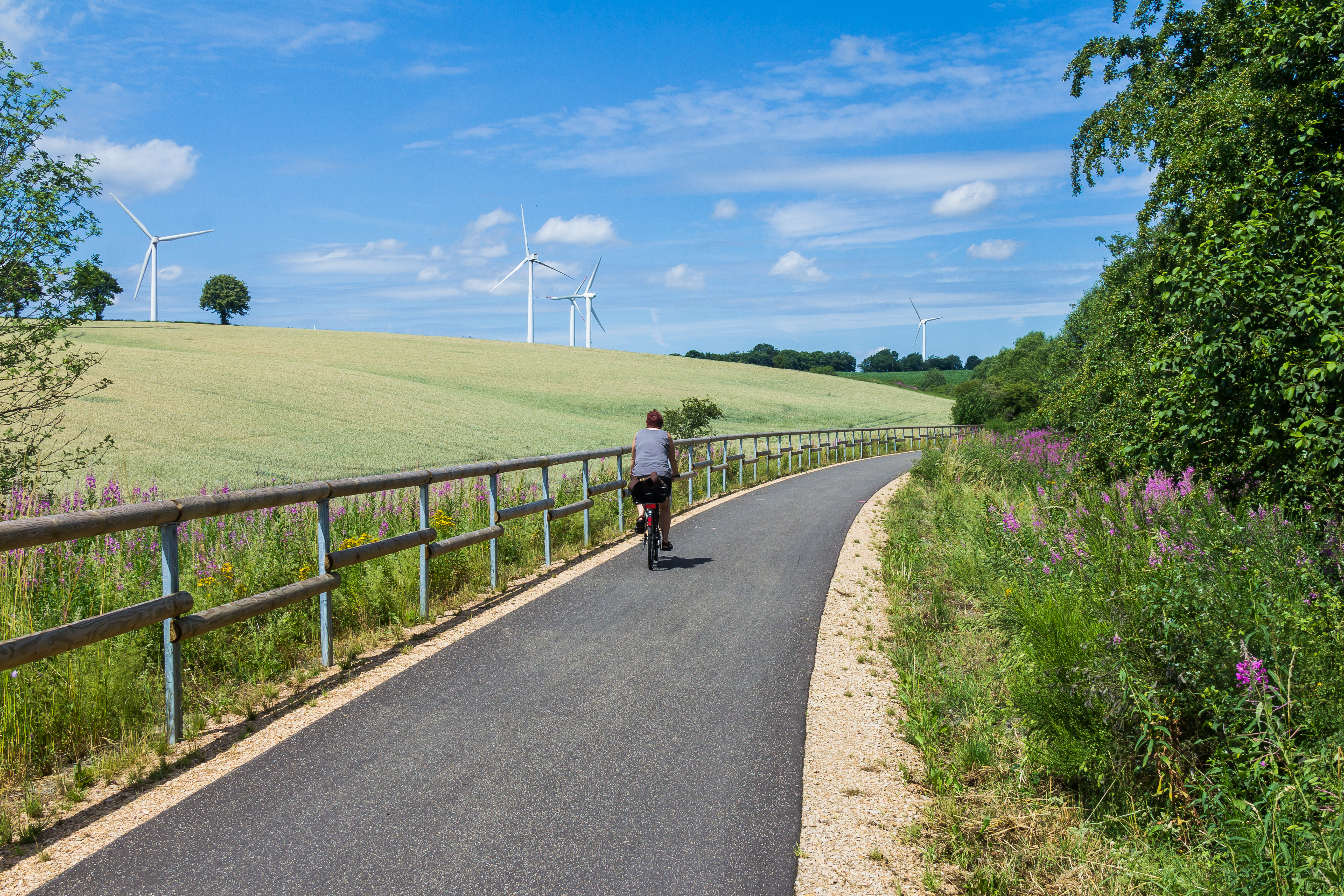
Radweg auf der Vennquerbahn zwischen Hallschlag und Losheim

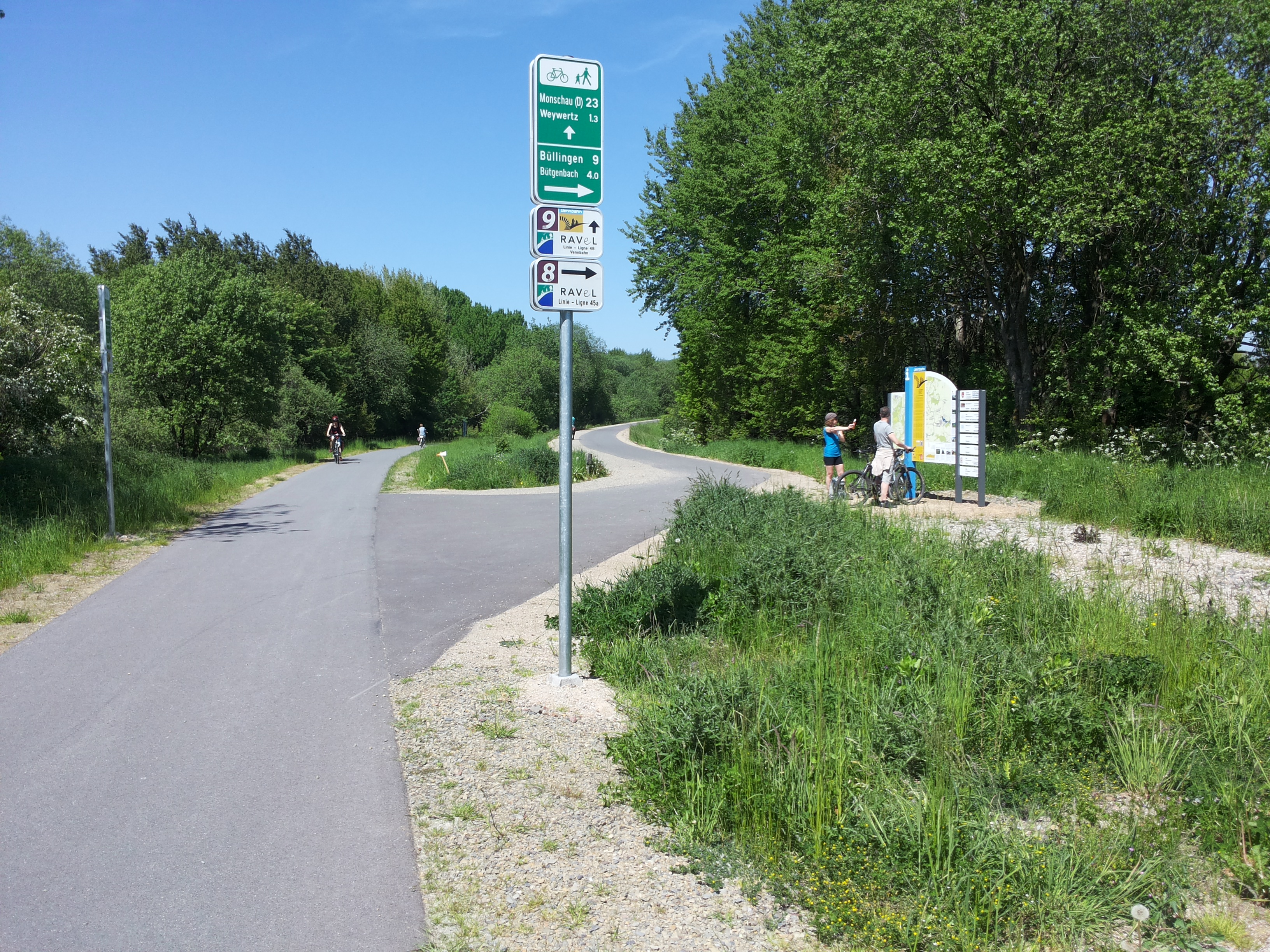
Anbindung in Weywertz an die Vennbahnstrecke

Die unter den Preußen angelegte Eisenbahnstrecke Jünkerath–Weywertz liegt heutzutage in den Ländern Belgien und Deutschland. Die Anlage eines grenzüberschreitenden Radweges auf der Eisenbahntrasse erfolgte in langjährigen Bauabschnitten.
Zunächst war auf deutscher Seite vom Kreis Euskirchen die Einrichtung einer Draisinenstrecke geplant. Den Anliegerkommunen war die von der DB geforderte Pachtsumme (20.000 Euro pro Jahr) jedoch zu hoch; ohne ein neues, besseres Angebot zu unterbreiten, schuf die Deutsche Bahn umgehend vollendete Tatsachen und ließ die Gleise auf deutscher Seite noch im Herbst 2004 demontieren. Ab Ende 2006 wurden die Gleise im belgischen Teil der Strecke ebenfalls sukzessive abgebaut.
Fortan stand die Folgenutzung als Fahrradweg auf der Agenda; die Planungen verzögerten sich jedoch durch die Beteiligung der zwei Bundesländer Nordrhein-Westfalen und Rheinland-Pfalz, die sich zunächst nicht über die Verteilung der Kosten einigen konnten. Nicht zuletzt deswegen ließ der Beginn des lange beschlossenen Bauvorhabens einige Jahre auf sich warten. Erst im Jahr 2013 startete der schrittweise Umbau der Trasse als Radweg. Dabei mussten allein auf deutscher Seite 29 Brücken entlang der Strecke saniert bzw. ersetzt werden. Es wurden 5 Mio. Euro in den Bau des 20 Kilometer langen deutschen Abschnittes investiert. Der neue Radweg hat wenig Gefälle und entlastet u. a. die parallel zur Strecke verlaufende Bundesstraße vom Radverkehr. Im April 2015 wurde der Fahrradweg von Jünkerath bis zur Landesgrenze komplett fertiggestellt und am 3. Mai 2015 offiziell eröffnet. Die letzte unausgebaute Lücke zwischen Bütgenbach und Büllingen wurde Anfang 2017 geschlossen und die Strecke ist seither durchgängig asphaltiert und verläuft ab Jünkerath-Glaadt bis zur Einmündung in den Vennbahnradweg vor Weywertz (Belgien) bis auf zwei unbedeutende Ausnahmen (Wirtschaftswege) kreuzungsfrei ausschließlich auf der ehemaligen steigungsarmen Trasse und ist deswegen besonders sicher und damit ausgesprochen kinder- und familienfreundlich. Auch für Inline-Skater ist der glatte Asphalt bestens geeignet. Die Strecke Losheimergraben–Weywertz (18,1 km) ist als RAVel L.45a geführt und beschildert und ins belgische RAVeL-Netz eingebaut.
Im Zuge der Realisierung des Radweges wird auch die Verbesserung der ÖPNV-Anbindung von Kall nach Hellenthal-Losheim angedacht. Radler könnten dann mit einer auch Fahrräder befördernden Buslinie („Fahrradbus“) zum Startpunkt ihrer Tour fahren. Unabhängig davon bietet sich für Radfahrer ab Weywertz schon jetzt der attraktive Anschluss über den gut ausgebauten Vennbahnradweg nach Süden via St. Vith und Pronsfeld nach Prüm und nach Norden bis Aachen Rothe Erde an; dort endet der Fahrradweg unmittelbar am Bahnhof der DB.

## Bildergalerie

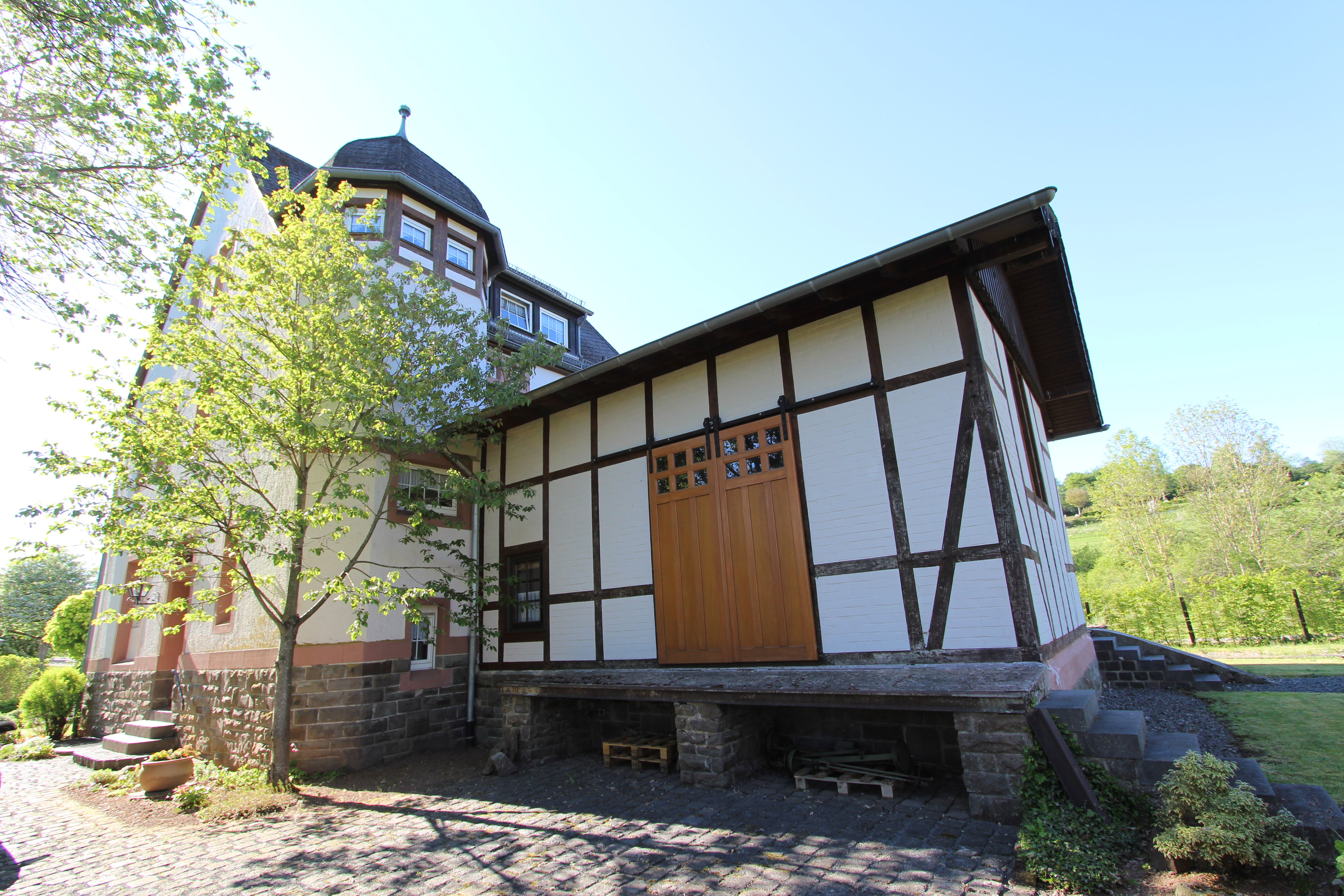
Ehemaliges Bahnhofsgebäude des Bahnhofs Stadtkyll, Frühjahr 2017
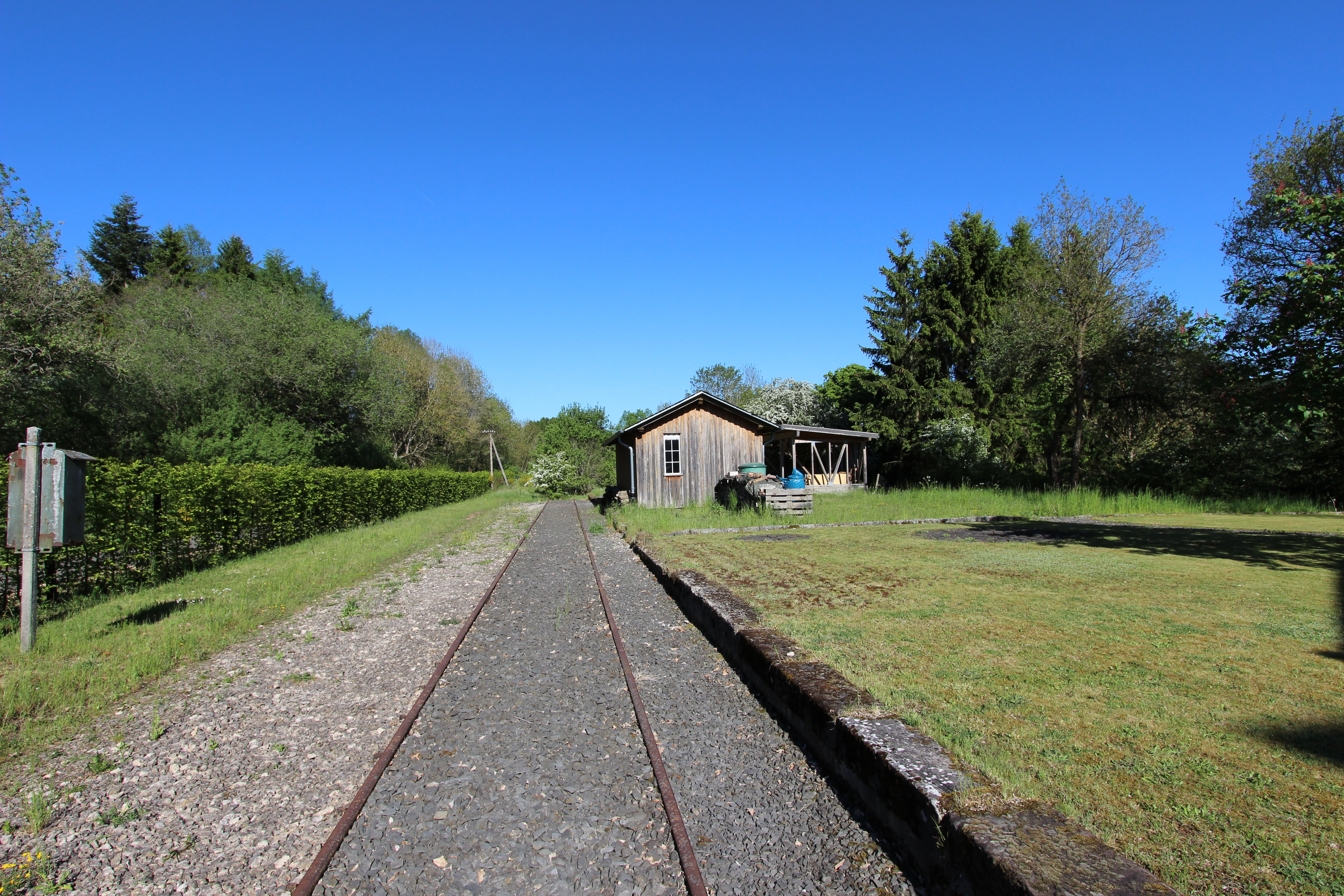
Ehemalige Bahnstrecke bei Stadtkyll, Frühjahr 2017
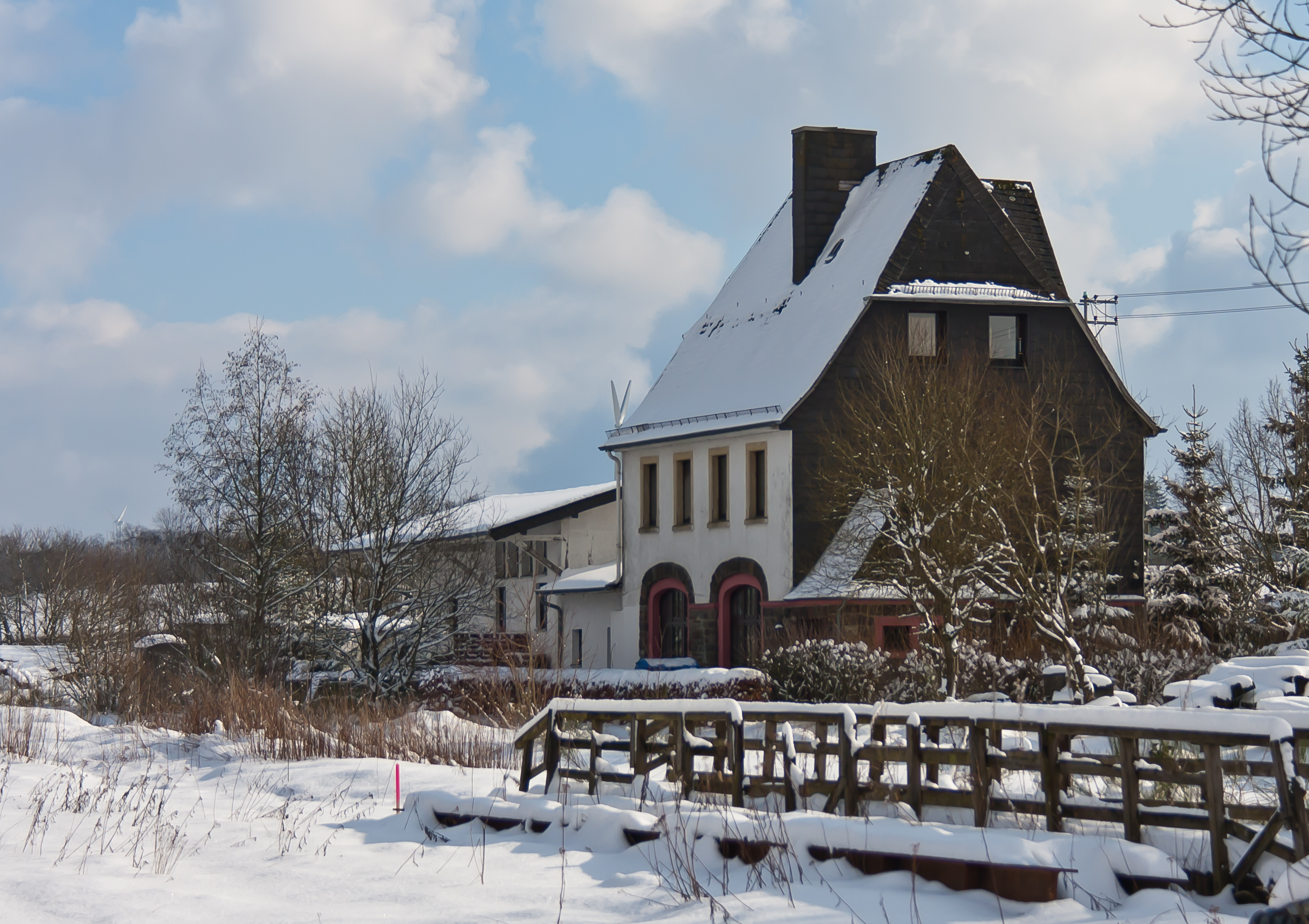
Ehemaliges Empfangsgebäude des Bahnhofs Losheim (Eifel), Winter 2013
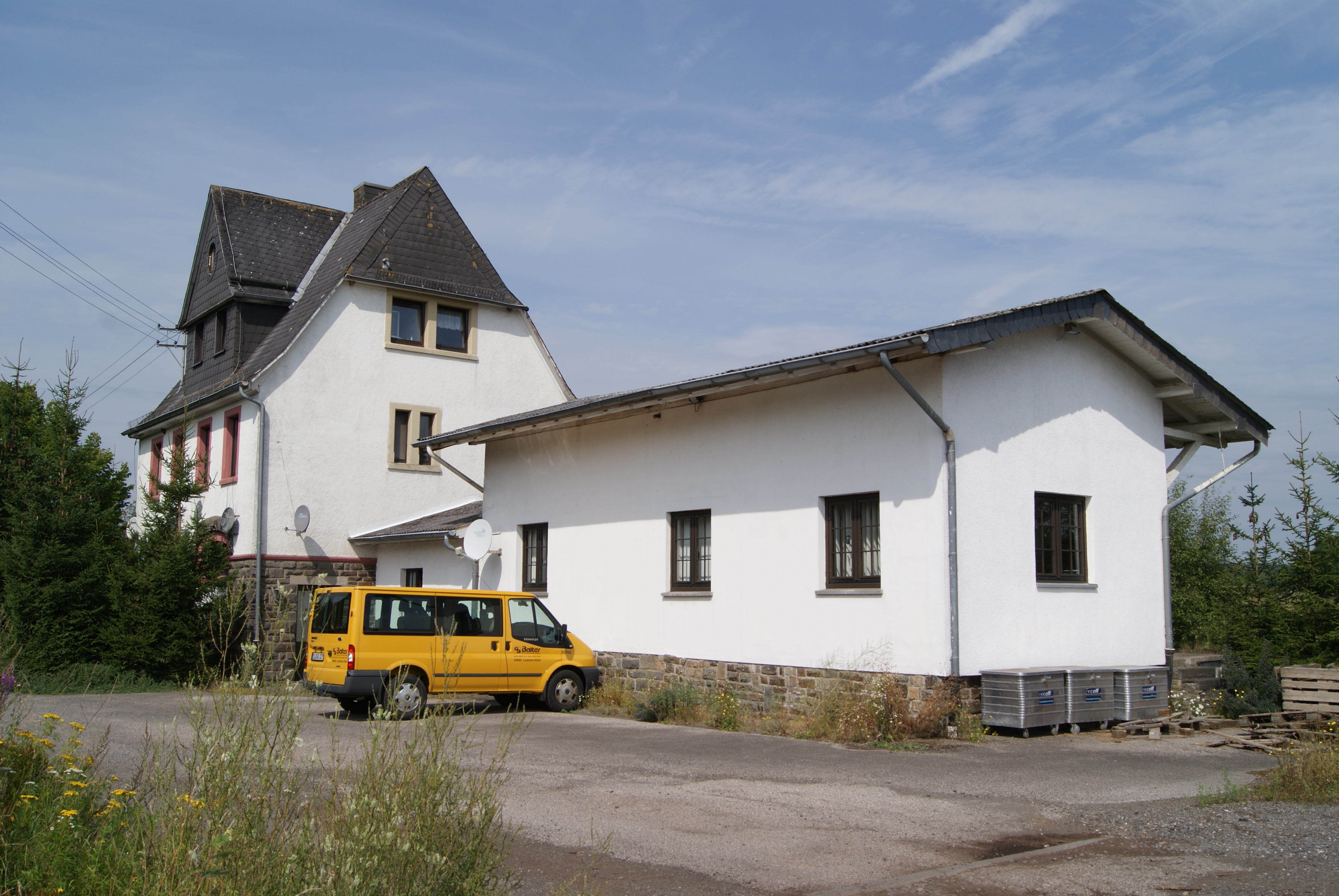
Ehemaliges Empfangsgebäude des Bahnhofs Losheim (Eifel), Herbst 2012
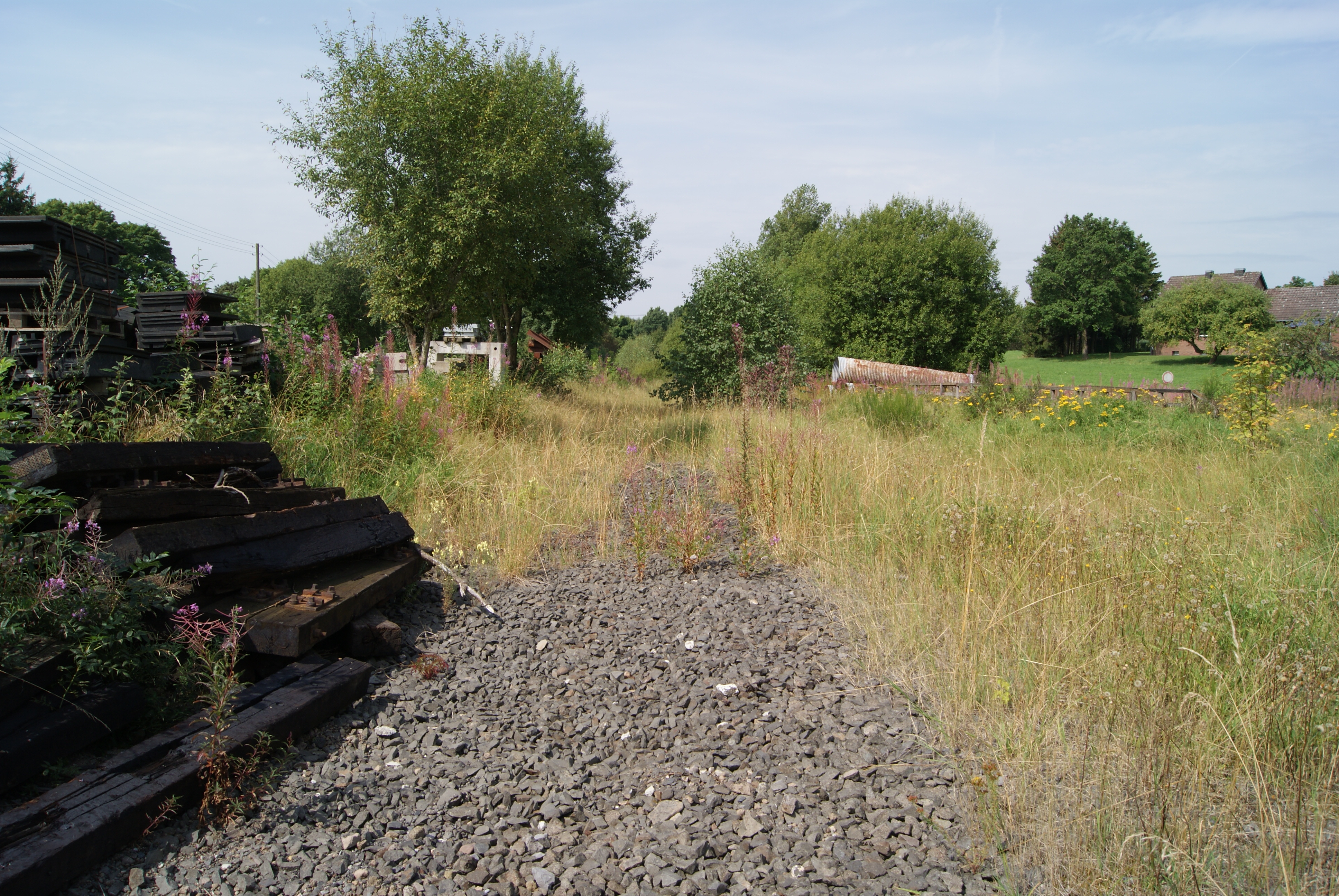
Ehemalige Gleisflächen des Bahnhofs Losheim (Eifel), Herbst 2012
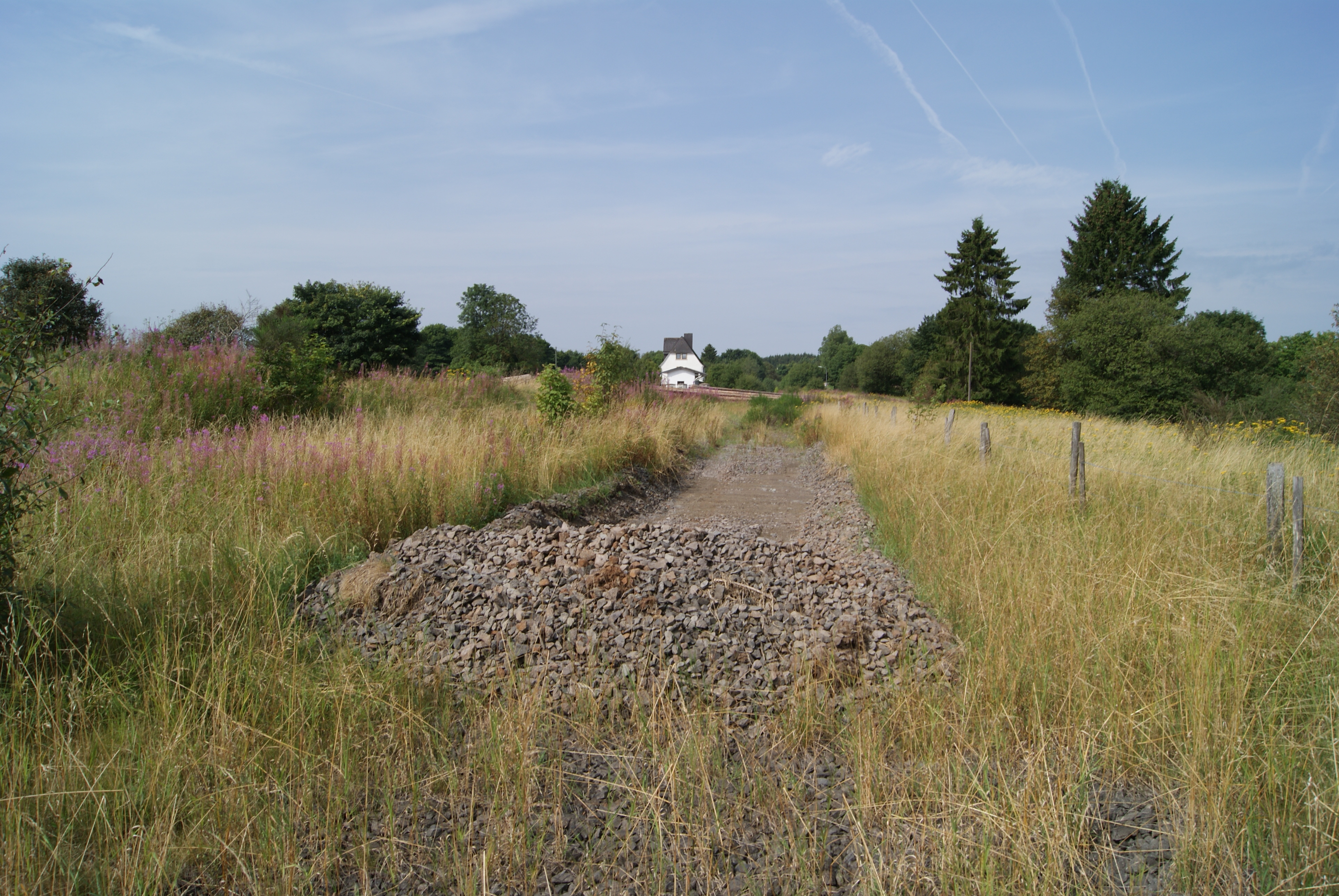
Die Trasse der Vennquerbahn kurz vor Losheim (Eifel), Herbst 2012